# Fachhochschulbibliothek Dortmund
Die Fachhochschulbibliothek Dortmund ist eine zentrale Betriebseinheit der Fachhochschule Dortmund. Sie ist eine öffentlich zugängliche, wissenschaftliche Bibliothek mit sehr begrenzten Archivfunktionen. Sie soll Lehre und Weiterbildung sowie Anwendungsforschung in der Beschaffung und Bereitstellung der relevanten Informationen, Lehrmaterialien und wissenschaftlichen Literatur unterstützen.

## Statistik
Die Fachhochschulbibliothek Dortmund bietet Zugang zu
- über 137.000 Medien (inklusive gebundener Zeitschriften)
- über 310 laufenden Zeitschriftenabonnements
- über 15.000 elektronischen Zeitschriften
- über 78.000 elektronischen Bücher
- über 7.300 Videotutorials
- über 40 Fachdatenbanken

[Stand: November 2019]

## Standorte

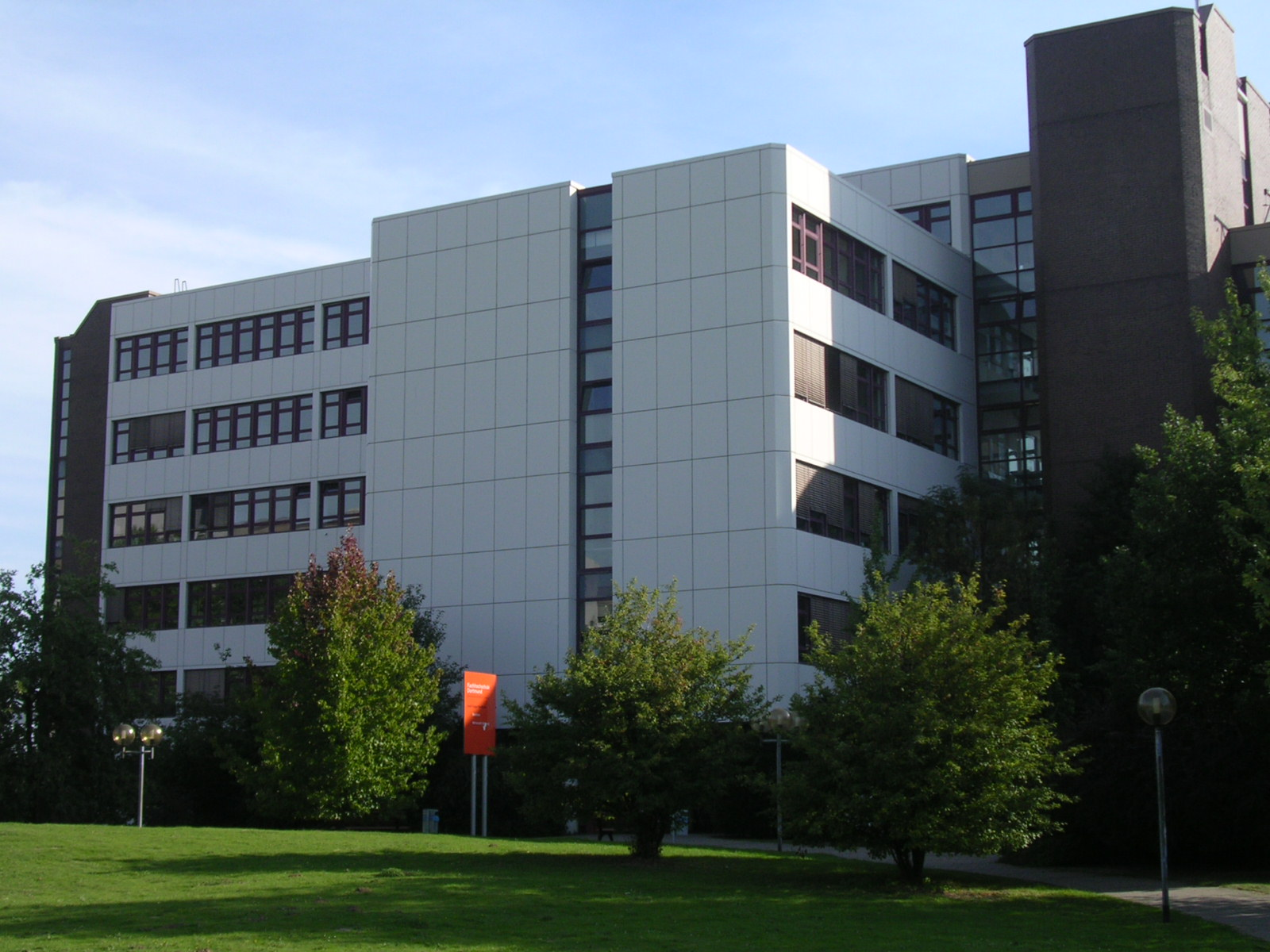
Bibliotheksstandort Emil-Figge-Str. 44

Die Fachhochschulbibliothek Dortmund besteht aus drei Standorten.

### Standort Emil-Figge-Straße 44
Dieser Standort befindet sich auf dem Campus der Technischen Universität Dortmund. Hier sind die Fachbereiche Angewandte Sozialwissenschaften, Architektur, Informatik und Wirtschaft der Fachhochschule Dortmund untergebracht. Darüber hinaus ist hier die Bibliotheksverwaltung, d. h. die Leitung der Fachhochschulbibliothek, die Erwerbung und Katalogisierung angesiedelt.
Im Jahr 2012 fand an diesem Standort ein umfangreicher Erweiterungsumbau statt. Dabei wurde die Bibliotheksfläche um mehr als das Doppelte vergrößert und die Bereichsbibliothek „Architektur“ eingegliedert.

### Standort Sonnenstraße
Dieser Standort befindet sich in der Sonnenstraße 96–100 im Dortmunder Kreuzviertel. Er versorgt die Studenten und Lehrenden der Fachbereiche Informations- und Elektrotechnik sowie Maschinenbau mit Literatur und Dienstleistungen.
Durch kleinere Umbaumaßnahmen in den Jahren 2012 und 2015 wurde die Qualität dieses Standorts, z. B. durch Reduzierung der Lärmbelastung im Lernbereich, gesteigert. Im Jahr 2016 folgt eine weitreichende bauliche Neugestaltung des Eingangsbereichs der Bibliothek.

### Standort Max-Ophüls-Platz
Dieser Standort ist angesiedelt am Fachbereich Design und befindet sich am Rand der Dortmunder Innenstadt am Max-Ophüls-Platz 2.
Eine Erweiterung, Renovierung und Neueinrichtung des Standortes wurde im Jahr 2014 vollzogen.

## Dienstleistungen
- Medienausleihe
Zu den wichtigsten und elementarsten Dienstleistungen zählt die Medienausleihe. Mit einem gültigen Bibliotheksausweis der Fachhochschulbibliothek können an allen drei Standorten Medien kostenlos ausgeliehen werden. Hinzu kommen auch Zeitschriften, die weitestgehend gebunden und archiviert werden.
Alle drei Standorte der Bibliothek verfügen über Selbstverbuchungsterminals.
- Literatursuche und Datenbanken
Im Hochschulnetzwerk kann auf umfangreiche elektronische Fachdatenbanken zugegriffen werden. Der Gesamtbestand der Hochschulbibliothek ist über einen elektronischen Bibliothekskatalog jederzeit recherchierbar. Eine Literatursuchmaschine, ein Discovery-System der Firma ExLibris, ermöglicht seit dem Frühjahr 2018 eine simultane Recherche sowohl im Bibliotheksbestand als auch in wissenschaftlichen Publikationen aus Fachdatenbanken oder dem Internet[1].
- Elektronische Fernleihe
Bücher oder Zeitschriftenartikel, die sich nicht im Bestand der Fachhochschulbibliothek oder einer anderen Dortmunder Bibliothek befinden, können in der DigiBib recherchiert und von dort bequem per Online-Fernleihe an einen Standort bestellt werden.
- Schulungen und Informationskompetenz
Die Fachhochschulbibliothek Dortmund bietet zu Beginn eines jeden Semesters und auf Anfrage allgemeine Bibliotheksführungen an. Zusätzlich werden Schulungen in der Literaturrecherche im Bibliothekskatalog sowie in allgemeinen und fachspezifischen Datenbanken angeboten.
Zusätzlich beteiligt sich die Bibliothek am Veranstaltungsangebot Schlüsselkompetenzen der Fachhochschule Dortmund und bietet in diesem Rahmen unterschiedliche Veranstaltungen zum Beispiel zum Thema Plagiarismus/Urheberrecht.
- Kooperation Dortmunder Bibliotheken
Die Fachhochschulbibliothek kooperiert mit der Universitätsbibliothek und der Stadt- und Landesbibliothek. Im gemeinsamen Katalog „Dortmunder Onlinekatalog“ ist eine simultane Suche in den Bibliothekskatalogen der jeweiligen Dortmunder Bibliotheken, sowie weiterer Bibliotheken der Region möglich.
- Weitere Dienstleistungen
  - Neben Printmedien stellt die Bibliothek eine Vielzahl an elektronischen Büchern und Zeitschriften im Hochschulnetz zur Verfügung.
  - Alle Neuerwerbungen der Bibliothek können online eingesehen werden. Die Titellisten der einzelnen Monate sind jeweils nach Fachbereichen gegliedert und werden täglich aktualisiert.
  - Buchscanner an allen Standorten erlauben eine schnelle, kostenlose und – vor allem bei gebundenen Medien – schonende Art zu scannen.
  - Buchrückgabeboxen, bzw. eine vollautomatische Rückgabeanlage am Standort Emil-Figge-Straße, ermöglichen Medienrückgabe auch außerhalb der Öffnungszeiten.
  - Zur Erstellung von studienrelevanten Arbeiten werden Notebooks zur Ausleihe angeboten.
  - Zur Aufbewahrung von Studienmaterialien können Langzeitschließfächer gemietet werden.

## Sonstiges
Zur Verbuchung und Sicherung von Medien an allen drei Standorten wird die Radio-Frequency-Identification-(RFID)-Technologie verwendet.
Die Bibliothek der Fachhochschule Dortmund ist eine Ausbildungseinrichtung für den Beruf „Fachangestellte(r) für Medien- und Informationsdienste“.

## Bilder

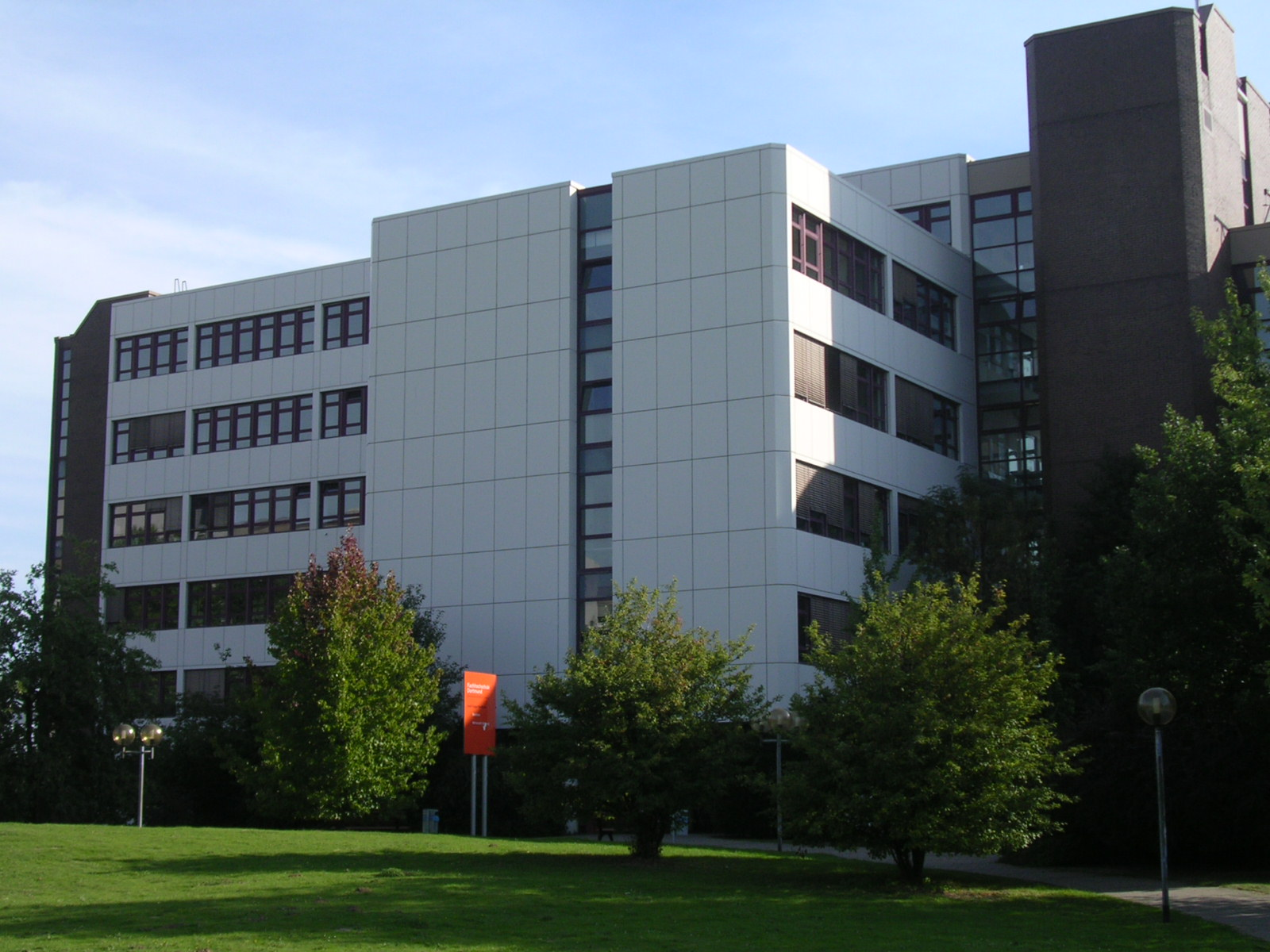
Ein Gebäude der FH Dortmund samt Bereichsbibliothek SoWI
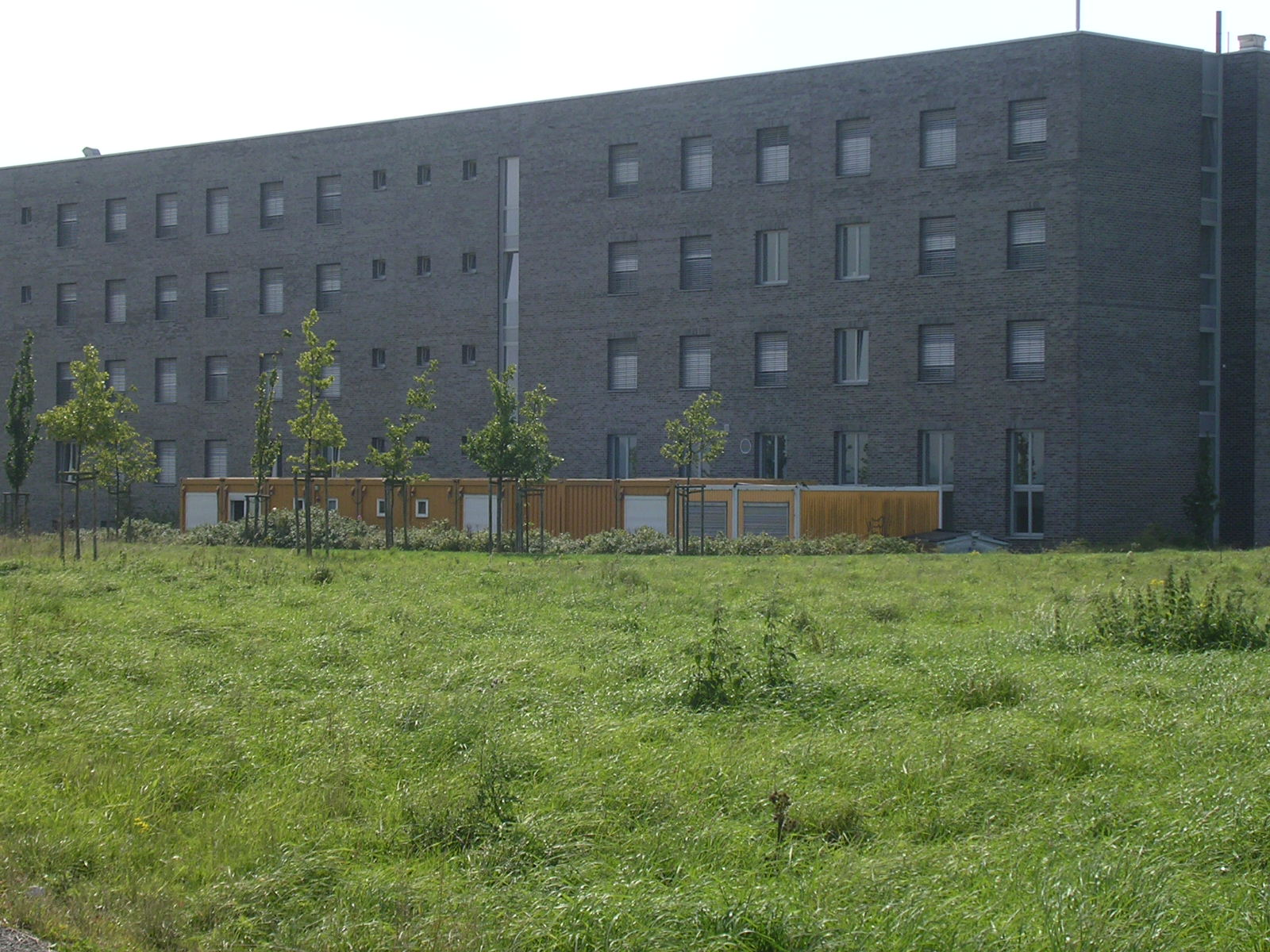
Frühere Bereichsbibliothek Architektur im sogenannten „Bibliothekscontainer“